# Ray Codrington
Ray Codrington (1940) is een Amerikaanse jazzmuzikant (trompet, trombone, bugel) en hoogleraar.

## Biografie
Codrington groeide op in Fayetteville (North Carolina) en studeerde aan de Howard University. Begin jaren 1960 was hij lid van het JFK Quintet rond Andrew White. Vanaf het midden van het decennium werkte hij o.a. met het Jazz Composer’s Orchestra (rond Michael Mantler, Roswell Rudd en Steve Lacy), verder met Eddie Harris (Freedom Jazz Dance 1965) en Larry Willis, tijdens de jaren 1980 ook met Roland Hanna. Op het gebied van filmmuziek werkte hij voor Hugo Montenegro. Hij is ook te horen in de soundtrack van The Godfather: Part II. In zijn latere jaren was hij adjunct-professor aan de East Carolina University en bleef hij optreden als muzikant in het zuidoosten van de Verenigde Staten. Hij speelt momenteel op lokaal niveau in het John Brown Quintet. Op het gebied van jazz was hij tussen 1961 en 2009 betrokken bij twintig opnamesessies, meest recentelijk in 2010 bij Nnenna Freelon.
- Library of Congress Control Number: no2008129908
- MusicBrainz: c9d1377a-84b6-4c14-9089-5f4be8e90ed2
- Virtual International Authority File: 56431881
- WorldCat: E39PBJqQCXpRB7WJVCtdXd7j4q